# Fizician
Fizician este denumirea uzuală pentru specialiștii care lucrează în domeniul fizicii.

## Vezi și

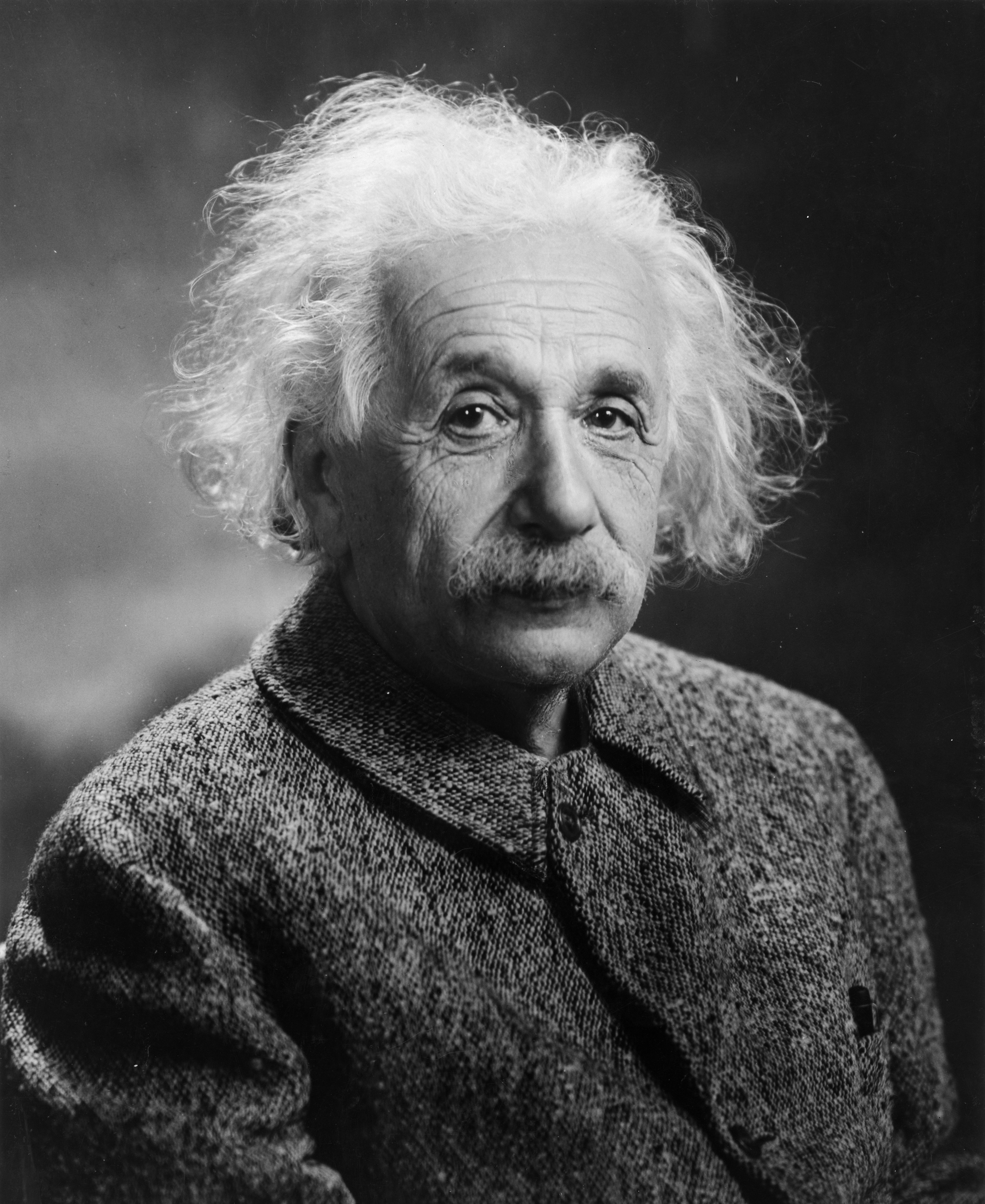
Albert Einstein, unul dintre cei mai cunoscuţi fiziceni.